# Frederick Chapman Robbins
Frederick Chapman Robbins (25. srpna 1916, Auburn, Alabama – 4. srpna 2003, Cleveland, Ohio) byl americký lékař, pediatr a virolog, nositel Nobelovy ceny za fyziologii a lékařství.

## Život a dílo
Studoval lékařství na univerzitě v Missouri a na Harvardově univerzitě, od roku 1952 byl profesorem dětského lékařství na Case Western Reserve University v Clevelandu. Společně s J. F. Endersem a T. H. Wellerem roku 1949 publikovali svůj objev, že virus dětské obrny (poliomyelitis) lze úspěšně pěstovat in vitro na různých typech tkání. Tím otevřeli cestu k vývoji vakcín proti virovým onemocněním a roku 1954 byli vyznamenáni Nobelovou cenou. Na základě jejich techniky vyvinul roku 1952 Jonas Salk první vakcínu proti dětské obrně, nezmínil však náležitě podíl svých předchůdců. Roku 1962 byl Robbins zvolen členem American Academy of Arts and Sciences a v letech 1966–1980 byl děkanem lékařské fakulty na Case Western, kde pak působil jako emeritus až do své smrti.